# Спортивний комплекс імені Бориса Трайковського
Спортивний центр «Борис Трайковський» (мак. Спортскиот центар «Борис Трајковски») — крита багатофункціональна спортивна арена в місті Скоп'є, Північна Македонія. Названа на честь колишнього президента країни Бориса Трайковського, який в 2004 році загинув у авіакатастрофі. Вміщує до шести тисяч глядачів під час гандбольних матчів, до восьми тисяч глядачів під час баскетбольних матчів і до десяти тисяч глядачів під час концертних виступів.
Є домашньою ареною македонської національної збірної з баскетболу (як чоловічої, так і жіночої), національної збірної з гандболу та національної збірної з волейболу. Крім власне арени з глядацькими трибунами включає також чотири ресторани та спорт-бар. У 2008 році в спортивному центрі «Борис Трайковський» проходили матчі чемпіонату Європи з гандболу серед жінок.

## Історія
Будівництво спортивного центру почалося в червні 2004 року, як основний інвестор виступило місто Скоп'є — центр став одним з пріоритетних столичних проектів, озвучених тодішнім мером міста Рісто Пеновим. За планом керівництва зведення нового спорткомплексу мало бути завершено вже через рік, однак в дійсності під час виробничого процесу виникли непередбачені проблеми і термін здачі в результаті кілька разів відкладався. Ще під час риття котловану під фундамент будівельники зіткнулися з надзвичайно сильними ґрунтовими водами, і увесь будівельний майданчик виявився затопленим. На усунення всіх неполадок знадобилося виділення додаткового мільйона євро з бюджету, проте в міській казні не знайшлося таких коштів, і зведення спортивного центру довелося через це зупинити. Новий мер Тріфун Костовський вів переговори з урядом щодо передачі об'єкта в федеральну юрисдикцію, проте довгий час ці спроби не мали успіху. У лютому 2007 року уряд все-таки підписав угоду про передачу об'єкта. Для управління спорткомплексом було створено окреме акціонерне товариство «Борис Трайковський», кожен інвестор отримав певну кількість акцій відповідно до вкладених у будівництво коштів. Головним інвестором став уряд Македонії, вклавши в будівництво 430 тис. євро при загальному бюджеті в 17 млн євро.
Таким чином, офіційне відкриття спортивного центру відбулося 22 травня 2008 року, на церемонію відкриття була запрошена американська виставкова баскетбольна команда «Гарлем Глобтроттерс». З цього моменту тут регулярно проходять змагання з гандболу, баскетболу, волейболу, на арені проходили концерти таких відомих артистів як Ленні Кравіц, Джордже Балашевич, Желько Йоксимович, Северина Вучковіч, Олена Карлеуша, OneRepublic, ZZ Top, Underworld, Whitesnake та ін. У 2011 році прем'єр-міністр Нікола Груєвскі відкрив тут льодову ковзанку і трасу для картингу.